# Look How I'm Doing
«Look How I'm Doing» es el primer sencillo de la estrella de The Hills, Heidi Montag. La canción fue grabada para su auto-titulado álbum debut. La pista se estrenó en la estación de radio de Ryan Secrest Kiss-Fm el 1 de abril de 2009, y será acompañado por un vídeo musical. El sencillo desde entonces ha sido puesto en libertad a iTunes y ha generado comentarios mixtos

## Video musical
El video comienza con Montag en un vehículo Aston Martin negro y llega a un lugar donde es recibida con luces de las cámaras de los paparazzi.
El video se estrenará el 19 de mayo.
- Datos: Q5978768